# ルドルフ・ファン・コーレン
ルドルフ・ファン・クーレン（ファン・ケーレン、ファン・コーレンなどとも、Ludolph van Ceulen、オランダ語: [ˈlʏdɔlf vɑŋˈkøːlə(n)]、ドイツ語: [ˈluːdɔlf fan ˈkɔʏlən], （ドイツ語読み:ルドルフ・ファン・コイレン）、1540年1月28日 – 1610年12月31日）は、ヒルデスハイム出身でホラント（現在のオランダ西部）に移住したドイツ・オランダの数学者である。

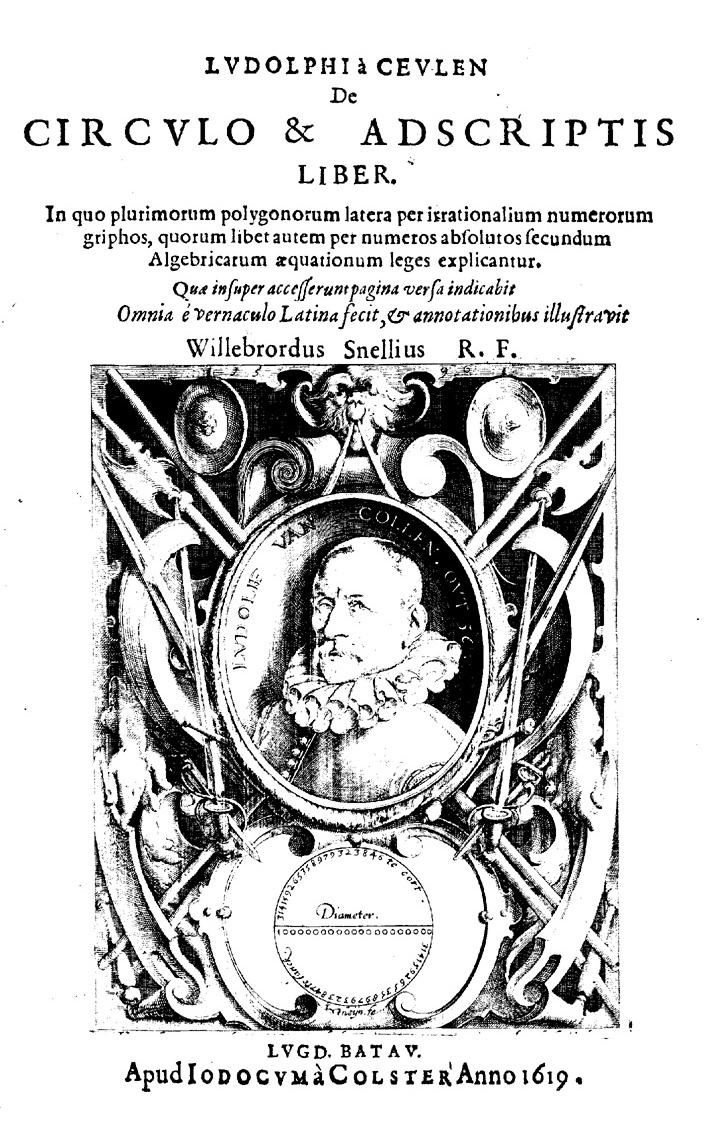
De circulo & adscriptis liber (1619)

## 生涯
ファン・クーレンはデルフトに移住し、フェンシングと数学を教えた。1594年にはライデンにフェンシングの養成学校を開校した。1600年にはライデン大学初の数学教授となった。高等教育は受けていなかったが、円積問題や円周率をめぐる数学上の論争に巻き込まれ、1590年（50歳）ごろから円周率に興味を持ち始めたと言われている。後半生の殆どを、数学定数π（円周率）の正式な値を計算する事に費やし、クーレンが生きた時代の1700年以上前に考え出されたアルキメデスの手法と同じやり方で計算した。まず、正5×225（＝約2億）角形、正4×228（＝約10億）角形、正3×231（＝約60億）角形を用いて、円周率をそれぞれ12桁、16桁、18桁まで求めた。さらに、正15×231（＝32,212,254,720）角形に基づき次の評価を与えた:
3.14159 26535 89793 23845 < π < 3.14159 26535 89793 23847
上界・下界の平均を取って π ≈ 3.14159 26535 89793 23846 とすれば、結果的に全20桁が正しい。しかし、ファン・クーレンの態度は厳格で、上記の結果は19桁のみ有効であると正しく指摘した。最後に彼は π の20桁を示した
3.14159 26535 89793 23846 < π < 3.14159 26535 89793 23847
1596年には、著書『円について』を著し、没するまでに最終的に正262（＝約461京1686兆）角形を使って π の35桁目までを正しく評価した。ドイツでは彼の名にちなんで、円周率をルドルフ数と呼ぶ事もある。
1610年の大晦日にライデンで死去。70歳没。ライデンにある彼の墓石には、以下の円周率の値が刻まれている。
3.14159265358979323846264338327950288...,
墓石は後年失われたが、2000年に再興された。